# Будинок мистецтва (Мюнхен)

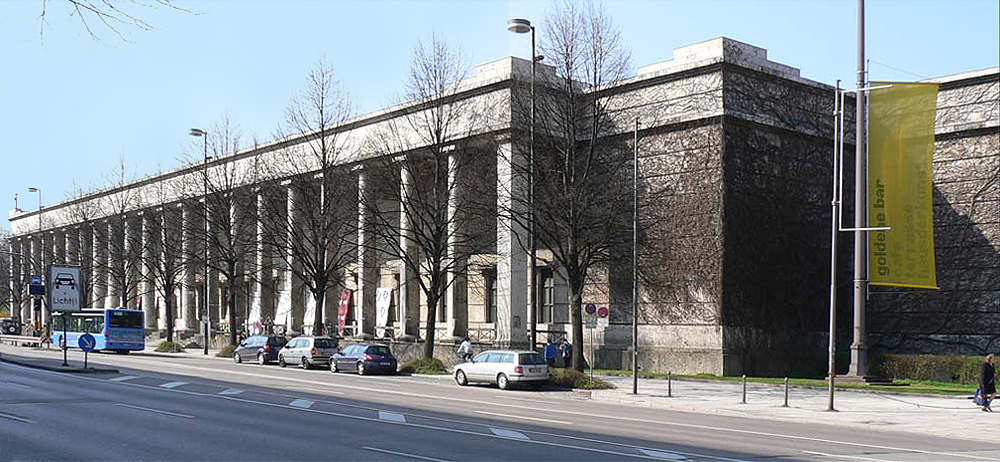
Будинок мистецтва у Мюнхені

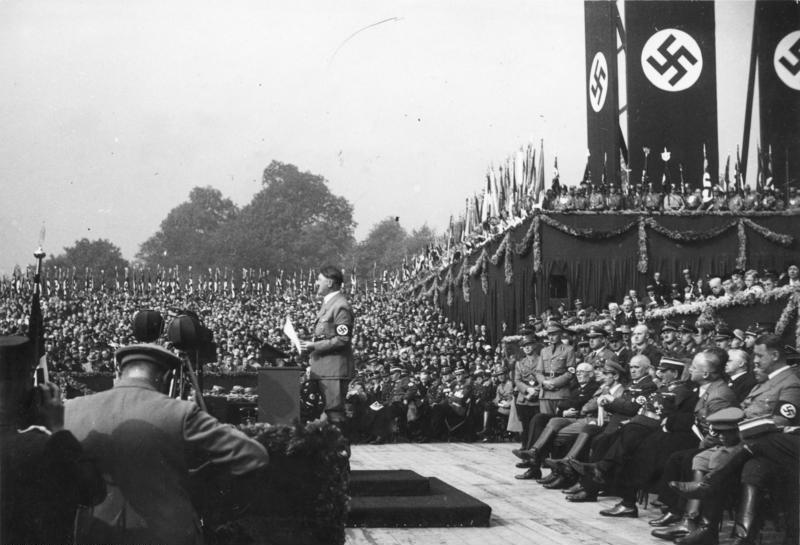
Виступ Гітлера на урочистій церемонії закладки першого каменю в основу Будинку німецького мистецтва. 15 жовтня 1933

Будинок мистецтва (нім. Haus der Kunst, спочатку «Будинок німецького мистецтва» (нім. Haus der Deutschen Kunst)) — виставковий будинок в Мюнхені по вулиці Принцрегентенштрассе (Prinzregentenstraße), що примикає до Англійського парку і побудований в 1937 році за проектом Пауля Людвіга Трооста при особистій участі Адольфа Гітлера.

## Історія
Будівля Будинку мистецтва в стилі монументального неокласицизму побудована замість згорілого в 1931 знаменитого Скляного палацу в Старому ботанічному саду. Перший камінь в основу будівлі був покладений в 1933. З нагоди відкриття виставкового дому у будівлі галереї в парку Хофгартен (нині будівля Німецького музею театру) демонструвалася пересувна антимодерністська виставка «Дегенеративне мистецтво».
До 1939 у Будинку мистецтва щорічно проводився «День німецького мистецтва», де з вітальними промовами виступав Адольф Гітлер. У 1938—1944 роках у Будинку німецького мистецтва проходили щорічні «Великі німецькі художні виставки». Першим директором був призначений Карл Кольб.
Незважаючи на претензії Будинку мистецтва на статус храму «німецького (тобто націонал-соціалістичного) мистецтва», його концепція була із самого початку побудована на комерційній основі: у будівлі були передбачені підприємства громадського харчування: досі функціонуючий «Золотий бар», пивна, в якій зараз знаходиться знаменита гламурна дискотека «Р1», а також центральний ресторан. На усіх виставках здійснювався продаж експонатів, головним покупцем виступав фюрер, що завойовував собі тим самим славу мецената.
Завдяки інфраструктурі громадського харчування під час післявоєнної американської окупації будівля використовувалася як офіцерський клуб. За деякими відомостями, американці тут грали у будівлі, і навіть до моменту відкриття будівлі як музею ще була помітна відповідна розмітка на підлозі.
З 1949 у Будинку мистецтва проводяться щорічні мюнхенські Великі художні виставки.
У 2007 на виставці у Будинку мистецтва демонструвалося понад 200 робіт 173 художників.
До відкриття Пінакотеки сучасності у західному крилі Будинку мистецтва містилася Державна галерея сучасного мистецтва, а східне крило використовувалося для проведення спеціалізованих виставок. Будинку мистецтва, перебудованому в 60-і роки XX століття, повернули колишній внутрішній вигляд в 2003—2004.